# Centaurea joharchii
Centaurea joharchii — вид квіткових рослин айстрових (Asteraceae). Ендемік Ірану.

## Діагностика
Висота рослини <20 см; стебла при основі розпростерті; серединні стеблові листки прості або з 1–2 лопатями в нижній частині; квіткові голови поодинокі або іноді по 2–3 разом на кінці гілок або іноді в скупченнях; філярії павутинисті; центральних квіточок 5–6, прибл. 10 мм завдовжки.